# Silluvia igori
Silluvia igori är en skalbaggsart som beskrevs av Frolov 2008. Silluvia igori ingår i släktet Silluvia och familjen Aegialiidae. Inga underarter finns listade i Catalogue of Life.